# Molí de Can Sobrepera
El Molí de Can Sobrepera és un molí fariner en desús de Cantallops (Alt Empordà) que forma part de l'Inventari del Patrimoni Arquitectònic de Catalunya.

## Descripció
Edifici de planta rectangular situat sobre la riera de Torrelles. És un molí de planta rectangular amb tres nivells diferents. A dalt hi havia la casa del moliner, al mig l'obrador i a baix el carcavà, que era el lloc per on s'evacuava l'aigua que feia girar la mola. Del carcavà es conserva la volta de pedra, la canal per on baixava l'aigua i l'eix de ferro. El teulat del molí s'ha ensorrat, i a l'interior de l'obrador no es conserva cap element dels mecanismes del molí. Fora de l'edifici trobem el rec de pedra, d'uns cent metres de llarg, que recollia l'aigua de la riera i la portava a la bassa. La bassa es troba coberta de molta vegetació. Del molí de Can Sobrepera es poden observar tres etapes de construcció. La paret de la bassa presenta dues noves reformes sobreposades a una altra que podria correspondre a un molí medieval original.